# La Chapelle-Thècle
 La Chapelle-Thècle  es una población y comuna francesa, en la región de Borgoña, departamento de Saona y Loira, en el distrito de Louhans y cantón de Montpont-en-Bresse.

## Demografía
| 744 | 637 | 578 | 569 | 538 | 477 |
| Para los censos de 1962 a 1999 la población legal corresponde a la población sin duplicidades (Fuente: INSEE [Consultar]) |     |     |     |     |     |